# Gricualandia Occidental

Repúblicas bóeres y naciones gricua.

Gricualandia Occidental es un área de Sudáfrica central de unos 40 000 km² que ahora forma parte de la provincia del Cabo Septentrional, que fue habitada por los gricua, una nación seminómada de habla afrikáans de origen mestizo, que estableció varios estados fuera de la frontera en expansión de la colonia del Cabo. También estuvo habitado por los pueblos preexistentes tsuana y joisán.
En 1873 fue proclamada colonia británica, con su capital en Kimberley, y en 1880 fue anexada a la colonia del Cabo. Cuando la Unión Sudafricana fue formada en 1910 Gricualandia Occidental fue parte de la provincia del Cabo, pero continuó teniendo sus propios equipos deportivos "provinciales".
- Datos: Q2547918
- Multimedia: Griqualand West / Q2547918